# NGC 1219
NGC 1219 في الفهرس العام الجديد، هي مجرة، تقع في كوكبة قيطس. اكتشفت في 9 سبتمبر 1864 بواسطة ألبرت مارث.

## روابط خارجية
- NGC 1219 على موقع ويكي سكاي: DSS2, SDSS, GALEX, IRAS, Hydrogen α, X-Ray, Astrophoto, Sky Map, Articles and images